# Бен Дайміо
Бен Дайміо (англ. Ben Daimio) — це вигаданий персонаж з коміксів про Геллбоя та Б. П.Р. О., якого придумали Майк Міньйола, Джон Аркуді та Ґай Девіс. Цей персонаж вперше з'явився в коміксі B.P.R.D.: The Dead #1. Також Бен з'явиться у фільмі Геллбой: Повстання Кривавої королеви.
Бен Дайміо — це колишній американський піхотинець, що помер, але був воскрешений духом Ягуара.

## Вигадана біографія
Як повідомляється у другому номері B.P.R.D.: The Universal Machine, Дайміо був японо-американцем і учасником групи піхотинців з восьми чоловік, яким було наказано розібратися з групою, відомою як «Істинний шлях». В 2001-му році, під час визволення з полону черниць, на них напав клан ягуара. Вони вбили всіх солдат, черниць, а також Бена. Після смерті Дайміо зустрів велетенського духа, що був схожий на ягуара. Дух сказав Бену, що це не кінець для нього. Мертве тіло Дайміо знайшли і перевезли до США, де збиралися провести розтин. Проте, саме перед операцією Бен воскрес і вже через деякий час його перевели до Б. П.Р. О., як нового консультанта.
У 2004-му році Бена зробили польовим агентом, після того, як Кейт Корріган й Ейб Сапієн пішли у відпусту. Він очолював переселення Б. П.Р. О. з Ферфілда до секретного об'єкту в горах Колорадо, про який він дізнався під час служби в Пентагоні. Проте способи боротьби Дайміо з нечистю не подобалися Ліз Шерман, через що ці двоє не раз сперечалися.
У серії «B.P.R.D.: Killing Ground» Йоганн Краусс виявляє, що бабусею Бена була відома нацистка на ім'я Крімсон Лотус. Через деякий час після цього, будинок Дайміо підриває невідомий. Проте Бен виживає, але тепер він вже не людина, а монстр-ягуар. Він двічі намагався вбити Ліз, але її рятували Сапієн і агент Девон, а пізніше Краусс. Перед тим, як утекти, здичавілий Дайміо знищує оболонку Йоганна, хоч дух останнього і залишається цілим.

## Сили та можливості
- Бойова підготовка — Бен був чудовим солдатом до своєї смерті, а також після неї
- Перевтілення в монстра — Дайміо вміє перевтілюватися в ягуароподібного монстра, проте не завжди може контролювати його.

## В інших медіа

### Геллбой (2019)

Деніел Де Кім у ролі Бена Дайміо

У фільмі, як і в коміксах, Бен отримав свою рану на лиці від монстра і тому сильно їх ненавидить. Він не добре відноситься до співпраці з Геллбоєм, адже вважає його таким самим монстром, як інші.